# دولشياكوا
دولشياكو هي كومونا تقع في مقاطعة إمبرية، لغرية، إيطاليا. يبلغ عدد سكانها حوالي 2،078 نسمة.